# Liste des circonscriptions législatives de la Loire
Le département français de la Loire est, sous la Cinquième République, constitué de sept circonscriptions législatives de 1958 à 2012, puis de six circonscriptions depuis le redécoupage de 2010, entré en application à compter des élections législatives de 2012. 

## Présentation
Par ordonnance du 13 octobre 1958 relative à l'élection des députés à l'Assemblée nationale, le département de la Loire est d'abord constitué de sept circonscriptions électorales. 
Lors des élections législatives de 1986 qui se sont déroulées selon un mode de scrutin proportionnel à un seul tour par listes départementales, le nombre de sept sièges de la Loire a été conservé.
Le retour à un mode de scrutin uninominal majoritaire à deux tours en vue des élections législatives suivantes, a maintenu ce nombre de sept sièges,, selon un nouveau découpage électoral.
Le redécoupage des circonscriptions législatives réalisé en 2010 et entrant en application à compter des élections législatives de juin 2012, a modifié le nombre et la répartition des circonscriptions de la Loire, réduit à six du fait de la sur-représentation démographique du département.

## Composition des circonscriptions

### Composition des circonscriptions de 1958 à 1986

Le découpage électoral de la Loire de 1958 à 1986.

À compter du découpage de 1958, le département de la Loire comprend sept circonscriptions regroupant les cantons suivants :
- 1re circonscription : Saint-Étienne-Nord-Est, Saint-Étienne-Nord-Ouest.
- 2e circonscription : Saint-Étienne-Sud-Est, Saint-Étienne-Sud-Ouest.
- 3e circonscription : Pélussin, Rive-de-Gier, Saint-Chamond, Saint-Héand.
- 4e circonscription : Bourg-Argental, Le Chambon-Feugerolles, Firminy, Saint-Genest-Malifaux.
- 5e circonscription : La Pacaudière, Roanne, Saint-Germain-Laval, Saint-Haon-le-Châtel, Saint-Just-en-Chevalet.
- 6e circonscription : Belmont-de-la-Loire, Charlieu, Feurs, Néronde, Perreux, Saint-Symphorien-de-Lay.
- 7e circonscription : Boën, Chazelles-sur-Lyon, Montbrison, Noirétable, Saint-Bonnet-le-Château, Saint-Galmier, Saint-Georges-en-Couzan, Saint-Jean-Soleymieux, Saint-Just-sur-Loire.

### Composition des circonscriptions de 1988 à 2012
À compter du découpage de 1986, le département de la Loire comprend sept circonscriptions regroupant les cantons suivants :
- 1re circonscription : Saint-Étienne-Nord-Est-I, Saint-Étienne-Nord-Est-II, Saint-Étienne-Nord-Ouest-I, Saint-Étienne-Nord-Ouest-II.
- 2e circonscription : Saint-Étienne-Sud-Est-I, Saint-Étienne-Sud-Est-II, Saint-Étienne-Sud-Est-III, Saint-Étienne-Sud-Ouest-I.
- 3e circonscription : La Grand-Croix, Rive-de-Gier, Saint-Chamond-Nord, Saint-Chamond-Sud, Saint-Héand.
- 4e circonscription : Bourg-Argental, Le Chambon-Feugerolles, Firminy, Pélussin, Saint-Étienne-Sud-Ouest-II, Saint-Genest-Malifaux.
- 5e circonscription : La Pacaudière, Roanne-Nord, Roanne-Sud, Saint-Germain-Laval, Saint-Haon-le-Châtel, Saint-Just-en-Chevalet.
- 6e circonscription : Belmont-de-la-Loire, Charlieu, Chazelles-sur-Lyon, Feurs, Néronde, Perreux, Saint-Symphorien-de-Lay.
- 7e circonscription : Boën, Montbrison, Noirétable, Saint-Bonnet-le-Château, Saint-Galmier, Saint-Georges-en-Couzan, Saint-Jean-Soleymieux, Saint-Just-Saint-Rambert.

### Composition des circonscriptions de 2012 à 2015
À compter du découpage électoral de 2010, le département comprend six circonscriptions regroupant les cantons suivants :
- 1re circonscription : Saint-Étienne-Nord-Est-I, Saint-Étienne-Nord-Est-II, Saint-Étienne-Nord-Ouest-I, Saint-Étienne-Nord-Ouest-II.
- 2e circonscription : Saint-Étienne-Sud-Est-I, Saint-Etienne-Sud-Est-II, Saint-Étienne-Sud-Est-III, Saint-Étienne-Sud-Ouest-I, Saint-Étienne-Sud-Ouest-II
- 3e circonscription : La Grand-Croix, Rive-de-Gier, Saint-Chamond-Nord, Saint-Chamond-Sud, Saint-Héand.
- 4e circonscription : Bourg-Argental, Le Chambon-Feugerolles, Firminy, Pélussin, Saint-Genest-Malifaux, Saint-Bonnet-le-Château, Saint-Just-Saint-Rambert, Saint-Jean-Soleymieux
- 5e circonscription : Belmont-de-la-Loire, Charlieu, La Pacaudière, Perreux, Roanne-Nord, Roanne-Sud, Saint-Haon-le-Châtel, Saint-Just-en-Chevalet, Saint-Symphorien-de-Lay
- 6e circonscription : Boën, Chazelles-sur-Lyon, Feurs, Montbrison, Néronde, Noirétable, Saint-Galmier, Saint-Georges-en-Couzan, Saint-Germain-Laval

### Composition des circonscriptions à compter de 2015

La carte visualisant le découpage des circonscriptions depuis 2015

À la suite du redécoupage des cantons de 2014, les circonscriptions législatives ne sont plus composées de cantons entiers mais continuent à être définies selon les limites cantonales en vigueur en 2010. Les circonscriptions sont ainsi composées des cantons actuels suivants :
- 1re circonscription : cantons de Saint-Étienne-1 (Îlot Grüner), Saint-Étienne-3 (sauf partie des quartiers Montaud et Hôtel de Ville), Saint-Étienne-4 (sauf quartier Châteaucreux) et Saint-Étienne-5 (sauf quartier Monthieu)
- 2e circonscription : cantons de Saint-Étienne-1 (sauf Îlot Grüner), Saint-Etienne-2 (partie de Saint-Etienne), Saint-Étienne-3 (partie des quartiers Montaud et Hôtel de Ville), Saint-Étienne-4 (quartier Châteaucreux), Saint-Étienne-5 (quartier Monthieu) et Saint-Étienne-6
- 3e circonscription : cantons de Rive-de-Gier, Saint-Chamond et Sorbiers, communes de Doizieux, La Terrasse-sur-Dorlay, La Valla-en-Gier, Pavezin et Sainte-Croix-en-Jarez
- 4e circonscription : cantons de Firminy, Montbrison (14 communes), Le Pilat (sauf communes de Doizieux, La Terrasse-sur-Dorlay, La Valla-en-Gier, Pavezin et Sainte-Croix-en-Jarez), Saint-Etienne-2 (sauf partie de Saint-Etienne) et Saint-Just-Saint-Rambert, communes de Boisset-lès-Montrond, Craintilleux, Unias et Veauchette
- 5e circonscription : cantons du Coteau (19 communes), Charlieu, Renaison, Roanne-1 et Roanne-2
- 6e circonscription : cantons d'Andrézieux-Bouthéon (sauf communes de Boisset-lès-Montrond, Craintilleux, Unias et Veauchette), Boën-sur-Lignon, Le Coteau (10 communes), Feurs et Montbrison (17 communes)

À Saint-Étienne, la délimitation précise rue par rue entre les circonscriptions 1 et de 2 est disponible sur le site de la préfecture de la Loire.